# Esperanza (Sultan Kudarat)
Esperanza è una municipalità di terza classe delle Filippine, situata nella Provincia di Sultan Kudarat, nella regione di Soccsksargen.
Esperanza è formata da 19 baranggay:
- Ala
- Daladap
- Dukay
- Guiamalia
- Ilian
- Kangkong
- Laguinding
- Magsaysay
- Margues
- New Panay
- Numo
- Paitan
- Pamantingan
- Poblacion
- Sagasa
- Salabaca
- Saliao
- Salumping
- Villamor